# Бирюлькин, Пётр Васильевич
Пётр Васильевич  Бирюлькин (1859—?) — русский военный деятель,  полковник (1912). Герой Первой мировой войны, участник Русско-японской и Гражданской войн.

## Биография
В 1879 году окончил реальное училище во Владикавказе и вступил в службу. В 1883 году после окончания офицерский курсов Ставропольского казачьего юнкерского училища произведён в хорунжии и выпущен во 2-й Кубанский пластунский батальон. В 1887 году произведён в сотники, в 1898 году в подъесаулы.
С 1904 года участник Русско-японской войны, за боевые отличия в этой компании был награждён орденом Святой Анны 4-й степени «За храбрость». В 1905 году произведён в есаулы, командир сотни. В 1907 году произведён в войсковые старшины, с 1909 года командир 7-го Кубанского пластунского батальона. В 1912 году произведён в полковники, командир 1-го Кубанского пластунского батальона.
С 1914 года участник Первой мировой войны, командир 2-го Кубанского пластунского батальона, был ранен. С 1915 года в резерве чинов при штабе Кавказского военного округа. Высочайшим приказом от 17 мая 1915 года за храбрость награждён Георгиевским оружием :
Командиру 2-го Кубанского пластунского батальона Петру Бирюлькину за то, что 3-го ноября 1914 года под с. Кирых командуя правым боевым участком, быстрым и энергичным наступлением овладел северной частью высоты между указанным селением и с. Нижний Тархедже; 4-го ноября несмотря на сильный и действительный огонь противника отбил его атаки, удержал эту позицию и, сам перейдя в наступление овладел высотой к западу от с. Чиджарек; 5-го ноября при атаке правого фланга Азеп-Кейской позиции, перейдя вброд р. Аркас, наступал быстро и энергично под сильным огнём артиллерии противника; с наступлением темноты привёл батальон в порядок, восстановил связи с остальными частями отряда; 6-го ноября отбил на своём участке атаки противника в превосходных силах и, несмотря на сильный артиллерийский огонь противника, сам перешол в контр-атаку
После 1917 года в составе Добровольческой армии, с 1918 года участник Первого Кубанского похода.

## Награды
- Орден Святой Анны 4-й степени «За храбрость» (ВП 1905)
- Орден Святого Станислава 3-й степени (1906)
- Орден Святого Станислава 2-й степени с мечами (ВП 27.02.1916[2])
- Орден Святого Владимира 4-й степени с бантом (ВП 1908)
- Орден Святого Владимира 3-й степени с мечами (ВП 02.04.1915)
- Георгиевское оружие (ВП 17.05.1915)